# Sakesphorus
Sakesphorus är ett litet fågelsläkte i familjen myrfåglar inom ordningen tättingar. Släktet omfattar fyra arter som förekommer från norra Colombia till centrala Brasilien och Amazonområdet i Sydamerika:
- Svarttofsad myrtörnskata (S. canadensis)
- Strimpannad myrtörnskata (S. pulchellus)
- Glansmyrtörnskata (S. luctuosus)